# Germán Arciniegas
Germán Arciniegas est un historien, écrivain, essayiste, journaliste, diplomate et homme politique colombien né le 6 décembre 1900 à Bogota et décédé le 30 novembre 1999 dans la même ville.

## Biographie

### Famille
Germán Arciniegas est le fils de Rafael Arciniegas Tavera, un fermier, et de sa femme Aurora Angueyra Figueredo. Il a trois frères et quatre sœurs. Son père est mort jeune, laissant sa veuve lutter pour la survie de sa famille. Son grand-père maternel est Pedro Figueredo, un acteur de la liberté cubaine qui a écrit l'hymne national du pays, La Bayamesa. Les deux filles de Pedro Figueredo ont fui le pays après son exécution. Luz, la plus jeune des deux sœurs, se marie avec un ingénieur cubain venu en Colombie pour aider à construire un chemin de fer. C'est ici, au milieu des dangers de la jungle, que la mère de Germán est née.

### Jeunesse
À l'âge de 18 ans, Germán Arciniegas commence à faire des études de loi à l'Université nationale de Colombie. À cette époque, il a déjà créé deux journaux : Año Quinto en 1916 et Voz de la Juventud en 1917. Pendant qu'il est étudiant, il fonde et dirige le magazine Universidad à partir de 1921. Pour ses trois périodiques, il collabore avec deux nombreuses figures bien connue du milieu de l'époque, comme Luis López de Mesa (es), José Vasconcelos, León de Greiff et José Juan Tablada, qui introduit le haïku dans la littérature hispanique dans Universidad. Son amour pour le journalisme le conduit à établir et diriger de nombreux magazines culturels tout au long de sa vie. En 1928, il rejoint El Tiempo, un quotidien de Bogota, pour lequel il dirige la section éditoriale, rédige le supplément littéraire du dimanche, écrit une chronique hebdomadaire et en devient le directeur général en 1937. Il continuera à écrire des articles où de brèves opinions pour El Tiempo pendant tout le reste de sa vie, parlant notamment de trafic de drogues, de guérillas marxistes et de polices d'immigration restrictives.
Avec l'aide de Carlos Pellicer Vázquez, il crée la Fédération des étudiants colombien. Le groupe s'oppose à l'influence jésuite dans les universités colombiennes et organise des carnavals d'étudiants qui frôlent les émeutes. Il échappe de peu à la mort lorsqu'une balle lui effleure la tête lors d'un de ces rassemblements. Leur activisme contribue finalement à mettre fin à l'emprise du Parti conservateur sur le gouvernement et, en 1933, conduit à l'adoption de réformes universitaires, qui donne aux étudiants le droit d'élire leurs propres recteurs et d'avoir un représentant à la législature pour agir en tant que leur défenseur, un poste qu’Arciniegas occupe un certain temps. Pour lui les étudiants sont l'axe autour duquel tous les mouvements politiques et intellectuels ont tourné à travers toute l'Histoire. Cela donne lieu à son premier livre publié en 1932 : El Estudiante de la Mesa Redonda (L'Étudiant de la Table Ronde), dans lequel il compare l'Histoire à une « taverne » dans laquelle les étudiants sont assis à une seule table ronde, boivent et racontent leurs actes et se moquent de tous les autres.

### Fin de carrière
Il continue son combat pour le droit des étudiants pendant ses brefs mandats de Ministre de l'Éducation nationale en 1942 et entre 1945 et 1946. En parallèle il fonde l'Institut Caro et Cuervo et déplace le Musée national de Colombie à son emplacement actuel, dans une ancienne prison.
Pendant la Seconde Guerre mondiale, il vient en secours aux réfugiés demandeurs d'asile. Il fait ceci en opposition avec Luis López de Mesa (es), le Ministre des affaires étrangères, qui interdit l'entrée des Juifs sur le sol colombien. En raison de cette résurgence de l'idéologie conservatrice dans les années 1940, Germán Arciniegas estime que lui et sa famille sont en danger et décide de déménager aux États-Unis, profitant d'une opportunité pour enseigner à l'Université Columbia. Il vit à New York pendant une décennie entre 1947 et 1957. Pendant ce temps, en 1952, il écrit son plus important ouvrage, le plus souvent interdit : Entre la Libertad y el Miedo (Entre la Liberté et la Peur). Ce travail analyse une période critique en Amérique latine, lorsque sept dictateurs sont au pouvoir en même temps. Il critique également le Département d'État des États-Unis pour son comportement conciliant envers ces régimes et par conséquent, il a subi des interrogatoires à plusieurs reprises après son retour de voyage à l'étranger. La publication et la traduction de ce livre est alors interdite dans au moins dix pays. Le général Gustavo Rojas Pinilla, président de la Colombie, accuse Germán Arciniegas d'être Communiste et ordonne que tous ses ouvrages soient brûlés. Rafael Trujillo, le dictateur de la République dominicaine, ajoute Germán Arciniegas sur sa liste noire.
En termes de culture, Germán Arciniegas s'efforce d'incarner et de maintenir un lien entre les indigènes et les Européens. Cette approche est le moteur de toutes ses activités diplomatiques et politiques. Il est vice-consul de Londres en 1929, chancelier de l’ambassade de Colombie en Argentine en 1940, ambassadeur de Colombie en Italie en 1959, en Israël en 1962, au Venezuela en 1966 et au Saint-Siège en 1976. Dans toutes ces responsabilités il œuvre en tant que défenseur de l'art et de la culture américaine, qu'il considère comme s'étendant de l'Alaska à la Patagonie.
En 1992, il est nommé Président de la Commission nationale de la célébration du cinq-centième anniversaire de la découverte de l’Amérique. Il est renvoyé sans préavis de ce poste par la première dame d'alors, Ana Milena Muñoz Gómez (es), qui reprend elle-même la Commission. Cet acte génère alors beaucoup de controverses.

## Principales œuvres

### En anglais
- (en) The Knight of El Dorado: The Tale of Don Gonzalo Jiménez de Quesada and His Conquest of New Granada  (trad. Mildred Adams), Viking Press, 1942
- (en) Germans in the Conquest of America : A Sixteenth-Century Venture  (trad. Ángel Flores), MacMillan, 1943.
- (en) The State of Latin-America : Twenty Nations Between Freedom and Fear  (trad. Harriet de Onis), Knopf, 1952.
- (en) Latin-America : A Cultural History  (trad. Joan MacLean), Knopf, 1967.
- (en) Amerigo and the New World: The Life & Time of Amerigo Vespucci  (trad. Harriet de Onis), Octagon, 1978, 376 p. (ISBN 0-374-90280-1).
- (en) America in Europe : A History of the New World in Reverse  (trad. Gabriela Arciniegas et Victoria Arana), Harcourt, 1986, 328 p. (ISBN 0-15-105555-6).
- (en) Caribbean : Sea of the New World  (trad. de l'espagnol par Harriet de Onis), Princeton (N. J.), Markus Wiener, 2003, 486 p. (ISBN 1-55876-312-0).

### En espagnol
- (es) El Estudiante de la Mesa Redonda, Ercilla, 1937.
- (es) Los Comuneros, Editorial ABC, 1938.
- (es) Este Pueblo de América, Fondo de Cultura Economica, 1945.
- (es) América Mágica. Los Hombres y los Meses, Sudamericana, 1961.
- (es) América Mágica. Las Mujeres y la Horas, Sudamaricana, 1961.

## Hommages et distinctions
- 1949 : Membre honoraire de l'Académie mexicaine de la langue
- 1962 : Ordre du Mérite de la République italienne
- 1963 : Prix Maria Moors Cabot (en)
- 1984 : Diplôme honorifique à la Faculté des sciences humaines et de l'éducation de l'université nationale Pedro Henríquez Ureña (es)
- 1994 : Prix international Alfonso-Reyes